# Моргуненко, Владимир Степанович
Влади́мир Степа́нович Моргуне́нко (12 октября 1905 — 28 февраля 1943) — директор Крымковской средней школы, в годы Великой Отечественной войны — руководитель подпольной антифашистской организации Партизанская искра (Николаевская область УССР), Герой Советского Союза (1958, посмертно).

## Биография
Родился 12 октября 1905 года в селе Катеринка Ананьевского уезда Херсонской губернии в семье украинских крестьян.
В 1913 году семья переселилась в село Скопьевка Елисаветградского уезда Херсонской губернии.
После начала Первой мировой войны отец Владимира был призван в армию, до Февральской революции находился в Петрограде и вернулся домой только в декабре 1917 года, вдохновлённый идеями Октября, которые оказали важное влияние на формирование мировоззрения сына.
В 1922 году, во время учёбы в семилетней школе в селе Добровеличковка, Владимир Моргуненко вступил в комсомол, затем стал секретарём местной комсомольской организации.

В 1928 году с отличием закончил Добровеличковский педагогический техникум, работал учителем, был назначен заведующим начальной школой в селе Кумари. Вёл активную общественную работу по пропаганде коллективизации, организации комсомольских ячеек.
В 1930 году был назначен директором Крымковской семилетней школы, поступил на заочное отделение исторического факультета Николаевского педагогического института имени В. Г. Белинского. Являлся членом Первомайского райкома комсомола.
В 1937 году окончил Одесский педагогический институт и стал директором Крымковской средней школы, где работал до начала Великой Отечественной войны. Избирался членом райкома профсоюза учителей, депутатом и заместителем председателя Крымковского сельского Совета депутатов трудящихся. В 1941 году вступил в ВКП(б).
В связи с отступлением Красной Армии, по решению Первомайского райкома Коммунистической партии Украины Моргуненко был оставлен на занимаемой врагом территории для организации подпольной работы. В начале сентября 1941 года румынские оккупационные власти назначили Моргуненко, семья которого также не была эвакуирована, директором Крымковской школы, запретив ему выезд из села, но 25 ноября 1941 года школа была закрыта. Тогда, по просьбе Моргуненко, его назначили заведующим начальной школой в селе Петровка.
Пользуясь своим положением, Владимир Моргуненко, вместе с 17-летним секретарём комсомольской организации Крымковской школы Парфентием Гречаным, организовал подпольную комсомольскую организацию, ставшую основой подпольной молодёжной антифашистской организации «Партизанская искра», состоявшей в основном из комсомольцев-старшеклассников — жителей сёл Крымка, Кумари, Каменная Балка, Катеринка, Новоалександровка, Каменный Мост, Степковка Первомайского района, и насчитывавшую 33 человека. Члены подпольной организации проводили агитационную работу среди населения, организовывали диверсионные операции против оккупантов, во многих из которых, вместе со своими учениками, лично участвовал директор школы.
Под руководством Моргуненко подпольщики тайно приобрели 2 радиоприёмника и пишущую машинку, которые использовали для получения и распространения информации из сводок Совинформбюро в сёлах Первомайского района, организовывали саботаж, добывали оружие и боеприпасы для подготовки диверсий.
Первая боевая операция была проведена ими на железной дороге: при подрыве путей в районе села Каменная Балка потерпели крушение 2 немецких эшелона, были уничтожены 30 вагонов с военными грузами, четыре цистерны с топливом, 15 платформ с автомашинами и тягачами. В июне 1942 года неподалёку от села Крымка был пущен под откос немецкий эшелон из 48 вагонов с боеприпасами, платформ с военной техникой и цистерн с бензином.
Несмотря на конспирацию, ради которой Моргуненко скрывал свою деятельность даже от жены и дочери, с этого времени румынская жандармерия, собиравшая сведения о деятельности советского подполья на оккупированной территории, стала подозревать директора школы в неблагонадёжности и связях с партизанами.
Во время выполнения очередного задания в ночь на 15 февраля 1943 года боевая группа попала в засаду, 10 подпольщиков были схвачены на месте, 4 арестованы на следующий день.
В ночь на 18 февраля 1943 года искровцы во главе с Парфентием Гречаным совершили нападение на жандармский пост, где содержали арестованных, и освободили своих товарищей.
После этого начались повальные аресты. В течение трёх дней были схвачены несколько десятков подпольщиков, в числе которых и Владимир Моргуненко. Несмотря на жестокие пытки, он не выдал своих учеников, некоторые из которых ещё оставались на свободе.
Утром 28 февраля 1943 года Владимира Моргуненко, в числе других участников подпольной организации и помогавших им местных жителей, после двадцатикилометрового марша по заснеженной дороге со связанными проволокой руками, был расстрелян в 200 метрах от окраины села Крымка. 1 марта 1943 года истерзанные тела подпольщиков, над которыми после смерти глумились оккупанты, были вывезены на скотомогильник в 2 км от села Крымка.
В июле 1944 года останки Владимира Моргуненко и других убитых подпольщиков были перезахоронены в братской могиле в парке, высаженном перед войной учащимися Крымковской средней школы. На месте захоронения установили памятный обелиск.
1 июля 1958 года организаторам и руководителям подпольно-партизанской организации «Партизанская искра» Моргуненко Владимиру Степановичу, Гречаному Парфентию Карповичу и Дьяченко Дарье Григорьевне присвоено звание Героя Советского Союза (посмертно), а 44 патриота, принимавшие участие в деятельности организации, награждены боевыми орденами, из них 7 — орденом Красного Знамени (посмертно), 16 — орденом Отечественной войны 1 степени (посмертно), 17 — орденом Отечественной войны 2 степени (посмертно) и 4 — орденом Красной Звезды.

## Награды
- Указом Президиума Верховного Совета СССР от 1 июля 1958 года за выдающиеся заслуги, мужество и героизм, проявленные в борьбе против немецко-фашистских захватчиков в период Великой Отечественной войны, Владимиру Степановичу Моргуненко посмертно присвоено звание Героя Советского Союза. Награждён орденом Ленина.

## Память
- В селе Крымка Первомайского района Николаевской области Украины подпольщикам установлен обелиск и создан мемориальный музей[6].
- Именем Героя Советского Союза В. С. Моргуненко названа улица в селе Крымка Первомайского района Николаевской области Украины, на здании турбазы установлена мемориальная доска.
- Крымковской школе, которой заведовал В. С. Моргуненко, присвоено имя «Партизанской искры».
- В 1957 году в прокат вышел фильм «Партизанская искра» по одноимённой повести Сергея Полякова.
- В 1966—1989 годах наименование «Партизанская искра» носил советский сухогруз Черноморского морского пароходства (Одесса)[7].